# ¡Qué clase de amor!
¡Qué clase de amor! é uma telenovela venezuelana produzida e exibida pela Venevisión entre 20 de abril e 14 de agosto de 2009.

## Enredo
A história se passa em uma escola urbana cheia de adolescentes que estão a experimentar alegrias, tristezas, amores e triunfos.

## Elenco
- Andrés Gómez - Diego Padilla
- Aisha Stambouli - Alejandra Martínez
- Joan Manuel Larrad - Alan Camacho "Alacrán"
- Mayela Caldera - Stefany Mendoza Figueroa
- Georgina Palacios - Martha Pérez
- Mark Colina - Marcel Jiménez
- Rosalinda Serfaty - Ana María Sosa "La coordinadora"
- Miguel Ángel Tovar - Manuel Colmenáres "Manu"
- Giannina Alves - Milagros Pérez "Tita"
- Andrés Eduardo Sosa - Rafael Gómez "Rafa"
- Rosanna Zanetti - Andreína Figueroa
- Juan Miguel Henriques - Félix Rodríguez
- Vanessa Hidalgo - Desiré Sánchez
- Jaime Suárez - Samuel "Samy" Rodríguez
- María Eugenia D'Angelo - Romina Casanova
- Carolina Muizzi - Sasha
- Dayana Oliveros - Karla
- Joaquín Araujo - Germán Durán
- Rafael Gabeiras - Sebastián Ferber
- Jesús Alberto Vieira - Román
- Wendy Bermejo -  Magaly Chacón
- Rodolfo Salas -  Leonardo
- Jessica Semeco -  Leila
- Cesar Augusto Méndez -  Abraham
- Anavir García -  Cristinita
- Cesar D' La Torre -  Caimán
- Yahaira Orta - Viviana Figueroa
- Ruddy Rodríguez - - Aurora
- Samir Bazzi - Profesor Narciso "El Papi Profe"
- Yulika Krausz- Pura

## Trilha sonora
| Nº "Que Clase de amor" | Tema                | Intérprete(s)                                               | Comente                                          |
| ---------------------- | ------------------- | ----------------------------------------------------------- | ------------------------------------------------ |
| 1                      | "Qué clase de amor" | Manuel Larrad y Aisha Stambouli / ¡Los Últimos de la Clase! | Tema principal de ¡Qué clase de amor!            |
| 2                      | "Quién diría"       | Manuel Larrad / ¡Los Últimos de la Clase!                   | Canción de Alejandra y Diego                     |
| 3                      | "Mi niña bonita"    | Manuel Larrad / ¡Los Últimos de la Clase!                   | Canción de Tita y Manu                           |
| 4                      | "Enamorarte de él"  | Manuel Larrad / ¡Los Últimos de la Clase!                   | Canción de Andreína y Rafa                       |
| 5                      | "Más allá"          | Aisha Stambouli                                             | Canción de Alejandra y Diego                     |
| 6                      | "Esta Vez"          | Aisha Stambouli                                             | Canción de Alejandra                             |
| 7                      | "Mi Centro"         | Aisha Stambouli                                             | Canción de Alejandra usada en el primer capítulo |
| 8                      | "Como pa mi"        | Manuel Larrad / ¡Los Últimos de la Clase!                   | Canción de Magaly y el "Papi" Profe              |
| 9                      | "Contigo Quiero"    | Mark Colina                                                 | Canción de Martha y Marcel                       |
| 10                     | "Loco por ti"       | Manuel Larrad / ¡Los Últimos de la Clase!                   | Canción de Dessire y Félix                       |
| 11                     | "Tu Recuerdo"       | Jeanette Sarmiento                                          |                                                  |